# Sophialaan (Den Haag)
De Sophialaan is een straat in Den Haag met monumentale panden in de wijk Willemspark, die loopt vanaf de Nassaulaan naar de Zeestraat met in het midden het Plein 1813 met het Nationaal Monument Plein 1813.  De straat is aangelegd en vernoemd naar prinses Sophie der Nederlanden in 1859.

## De straat
In 1840 besteeg Koning Willem II (1792-1849) de troon. Al voor die tijd had hij het Willemspark gekocht om er te kunnen paardrijden. Hij legde er een Engelse tuin aan. In 1845 legde zijn enige dochter, prinses Sophie de eerste steen voor de bouw van een manege in de Nassaulaan (vanaf 1855 is de manege verbouwd naar de Willemskerk, het huidige kantoorgebouw Willemshof), en in 1846 bouwde hij er een aantal officiershuizen naast.
Van de manege naar de Zeestraat werd na de dood van Koning Willem II in 1849 de Sophialaan aangelegd (1859). Deze werd zijn dochter, Wilhelmina Maria Sophia Louisa, vernoemd. Aan weerszijden kwam een rij iepen.

## De huizen
Op de hoek van de Zeestraat is aan de zuidkant de Italiaanse ambassade en iets verderop is de Canadese ambassade op nummer 7. Aan de noordkant is het Carlton Ambassador Hotel op nummer 2. Aan die kant was vroeger ook het kantoor van de KNAC.
Tussen het Plein 1813 en de Nassaulaan is aan de noordkant eerst op nummer 3 de residentie van de Ambassadeur van Pakistan, gebouwd in  1860-1861. Daarnaast was op nummer 10 Het Haagsche Lyceum gevestigd van van 1934 tot 1972. Later was daar het The Hague Institute for Global Justice gevestigd en sinds 2019 het Museum Sophiahof - van Indië tot nu. Daartegenover, op nummer 9, was een bibliotheek, later een advocatenkantoor en anno 2021 een ICT-bedrijf gevestigd.
Voordat het Plein 1813 in 1869 werd onthuld, hadden de vier villa's die om het plein staan ook Sophialaan als huisadres. De Britse residentie was toen Sophialaan 5.

## De bomen
De iepen langs de Sophialaan kregen na de Eerste Wereldoorlog de iepenziekte en werden in 1936 vervangen door de paardenkastanjes die er nu staan. Deze waren toen omstreeks 25 jaar oud. Tijdens de Tweede Wereldoorlog, toen veel bomen gekapt werden om als stookhout te dienen, werden ze beschermd door ze met prikkeldraad te omwinden. De bast werd hierdoor licht beschadigd, maar de bomen bleven gespaard. Bij sommige bomen zijn de littekens nog te zien.
De bomen lijken niet in fatale mate onder de gevreesde kastanjeziekte te hebben geleden, die sinds 2002 veel kastanjes heeft aangetast, hoewel vooral de bomen tussen het plein en de Zeestraat wel besmet waren.
Tussen 1864 en 1876 reed hier de eerste paardentramlijn in de Benelux. Toen werd de route verplaatst naar de Alexanderstraat.

## Galerij

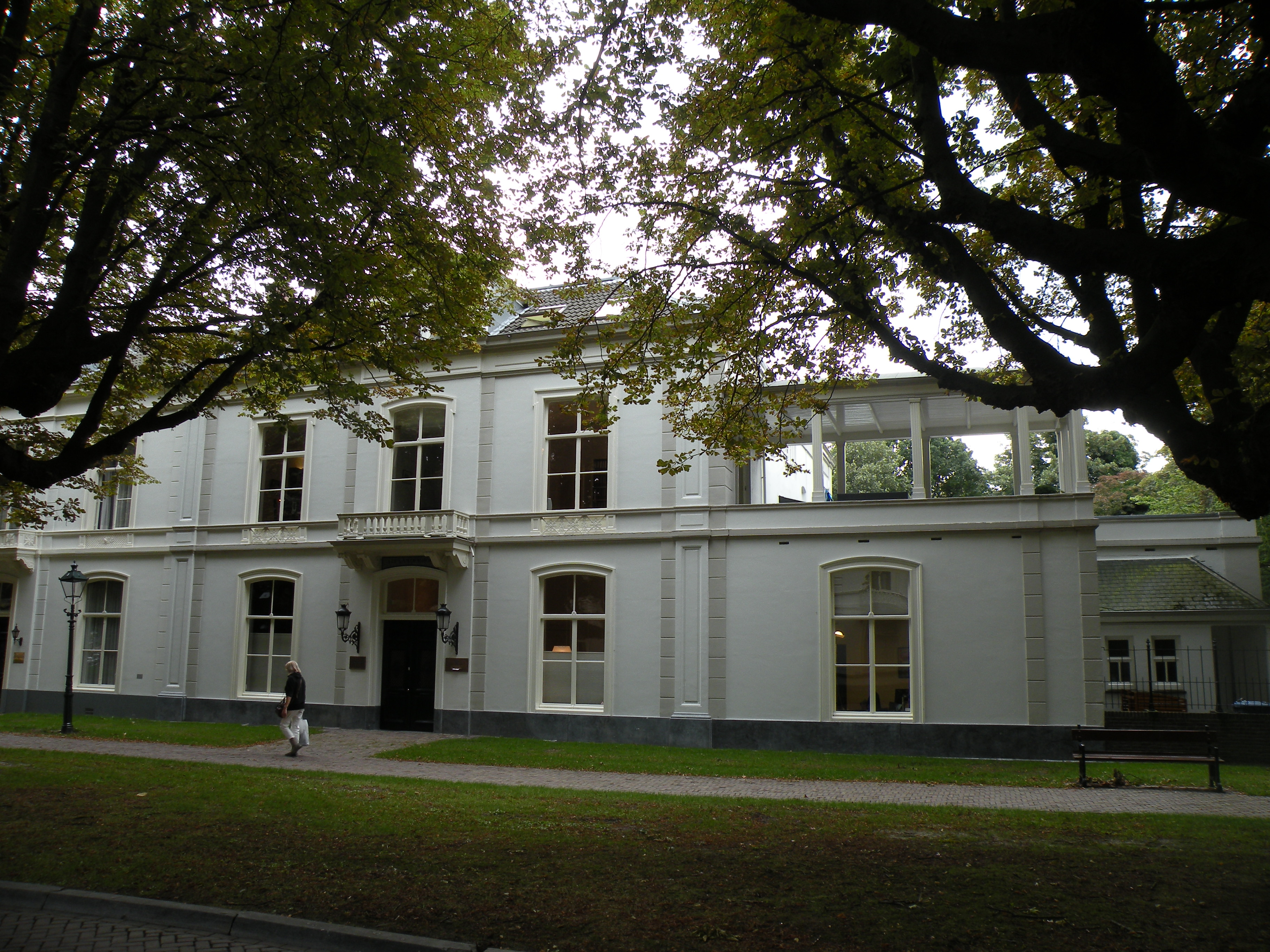
Sophialaan 9 rijksmonument anno 2021 een ICT-bedrijf